# Чемпионат Украинской ССР по футболу 1924
Розыгрыш IV футбольного первенства Украинской ССР состоялся с 15 по 22 августа 1924 года в Харькове в рамках II Всеукраинской Спартакиады.
Победителем в четвёртый раз стала сборная команда Харькова.

## Организация и проведение соревнования

### Отборочный турнир
Порядком розыгрыша футбольного первенства Спартакиады (утвержденным ЦБ «Спартак» и ВУСТК) команды разделялись на 4 района.
- Центральный (место проведения отборочного турнира — Харьков) — Харьковская и Полтавская губернии
- Киевский (Киев) — Киевкая, Полтавская и Волынская губернии
- Одесский (Одесса) — Одесская и Подольская губернии
- Южный (Сталино) — Донецкая и Екатеринославская губернии

Наряду с собственно футбольными матчами участники должны были соревноваться в специальных футбольных (обводка стоек, вбрасывание мяча, удар по воротам) и общеспортивных дисциплинах (бег 60 метров, эстафета 11х100 метров, лазание по канату, перетягивание каната). По итогам отборочных соревнований победители разыгрывали первенство в финальном турнире в Харькове. Состав команды включал 15 футболистов; команда-победитель могла усиливаться за счет игроков губернии.
В отборочном турнире Центрального района команда Харькова разгромила команду Полтавы — 11:0. 
В Киевском районе команда Киева получила путевку в финал без игр ввиду неявки соперников из Чернигова и Житомира; однако и сама киевская команда на финал в Харьков не явилась.
В Одесском округе после разгрома Херсона (6:0) команда Николаева выигрывала у Одессы (2:0), однако не доиграла матч, покинув поле в протест предвзятого, по мнению николаевцев, судейства. Николаевцы уже праздновали успех и собрались было на финальный турнир, однако Одесский Губсовфизкульт дисквалифицировал команду Николаева и послал запрос в ВСФК о недопущении николаевцев к участию в финале. ВУСФК принял компромиссное решение и пригласил обе команды в Харьков, где во время Спартакиады они переиграли свой отборочный матч. После победы в нем команды Одессы (1:0), из игроков обеих команд была сформирована сборная Одесской губернии, которая и приняла участие в турнире.
В Южном районе команда Сталино обыграла Екатеринослав (5:0).

### Финальный турнир
В финальном турнире Всеукраинской Спартакиады выступили всего три команды
- Харьков
- Одесская губерния (сборная Николаева и Одессы)
- Сталино [3]

Турнир проходил по круговой системе (тем не менее, в случае ничьей регламент предусматривал дополнительное время до победы одной из команд). В случае равенства очков по итогам турнира для определения приоритета назначался дополнительный матч.

### Матчи
| 16 августа | Харьков                      | 2:0 | Сталино | Харьков                                               |
| | - Алфёров ~35′ - Натаров 2Т′ |     |         | Стадион: «Спартак» Зрителей: ~10 000 Судья: И.Миронов |
| Харьков: Норов - Кротов, В.Фомин - Привалов, Капустин, Винников - Костиков, Бем, Натаров, Алфёров, Казаков Сталино: Разоренов - Заварнов, Стерников - Навальнев, Прохоров, Зотов - Головнев, Даар, Дощечкин, Ауэрман , Бескровньй |                              |     |         |                                                       |

| 19 августа                              | Одесская губерния              | 6:1 | Сталино | Харьков                             |
|                                         | - 17′ - Прокофьев 19′ - (пен.) |     | - 1Т′   | Стадион: «Спартак» Судья: И.Миронов |
| Одесская губерния: ...Коваль, Прокофьев |                                |     |         |                                     |

| Харьков      | 1:0 | Одесская губерния |
| ------------ | --- | ----------------- |
| - Натаров 8′ |     |                   |

| Харьков: Норов - Кротов, К.Фомин - Капустин, В.Фомин, Привалов - Губарев, Шпаковский, Натаров, Алфёров, Казаков Одесская губерния: Дымов - Жук, Котов - ..., Г.Полегенький, В.Грушин - Кондратенко, ..., ..., Коваль, Прокофьев |

### Итоговое положение команд

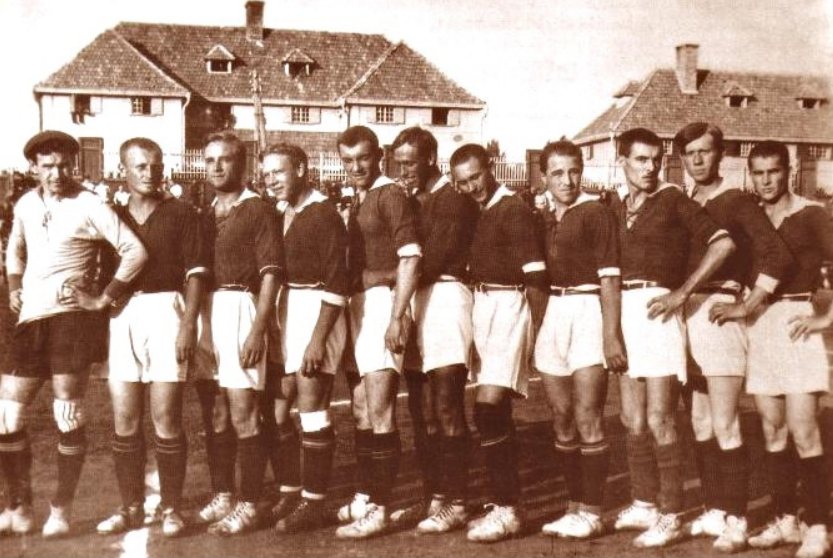
Сборная Харькова

| М | Команда           | И | В | Н | П | М     |
| - | ----------------- | - | - | - | - | ----- |
|   | Харьков           | 2 | 2 | 0 | 0 | 3 — 0 |
|   | Одесская губерния | 2 | 1 | 0 | 1 | 6 — 2 |
|   | Сталино           | 2 | 0 | 0 | 2 | 1 — 8 |

### Сборная Украинской ССР
По итогам турнира была сформирована сборная команда Украинской ССР для участия в чемпионате СССР, который начинался уже 3 сентября.  
Дымов - Жук, Кротов - В.Грушин, В.Фомин, Привалов -  Кондратенко, Шпаковский , Натаров, Алфёров, Прокофьев
(запасные  Норов, Навольнев, Капустин, Котов, Г.Полегенький, Коваль, Бем) 
Сначала 23 августа она победила в традиционном матче победителя и сборной турнира сборную Харькова 1:0, но уже через день проиграла второразрядной сборной Крыма 0:3. В результате вместо несыгранной сборной в Москву была отправлена сборная Харькова, которая завоевала звание Чемпиона СССР и, кроме того, обыграла сборные СССР и Москвы.  
По итогам года ВУСФК провел опрос с целью определения тройки лучших игроков Украинской ССР: 
1. Роман Норов
2. Иван Привалов
3. Александр Шпаковский